# Maj Hemberg
Maj Hemberg (* 12. September 1906 in Stockholm; † 22. Dezember 1992 ebenda) war eine schwedische Malerin und Grafikerin.

## Leben und Werk
Maj (eigentlich Marta Ester Laurentia) Hemberg war die Tochter des schwedischen Journalisten Oscar Hemberg (1881–1944) und dessen erster Frau Clara Laurentia, geb. Antonsson (1883–1955). Sie hatte zwei Schwestern.
Sie studierte an der Hochschule für bildende Künste Weimar und der Akademie der Künste in Berlin. Danach arbeitete sie in Dresden als freiberufliche Malerin. Sie wohnte mit ihrer Schwester Ann-Lis Ebba Laurentia Hemberg (1905–1975) in der Struvestraße 23.
Maj Hemberg gehörte zu einem Kreis linksgerichteter Dresdner Intellektueller, die sich in ihrer Wohnung trafen, darunter Otto Dix, Annelies Hager, Will Grohmann, Eric Johansson, Edmund Kesting und Wilhelm Lachnit.
Nach dem Ende des Zweiten Weltkriegs ging sie 1945 nach Schweden zurück und arbeitete weiter künstlerisch.
Maj Hemberg schuf vor allem expressive Holz- und Linolschnitte. Beim Bombardement Dresdens wurde 1945 ihre Wohnung mit allen ihren Arbeiten von 1922 bis 1945 zerstört.
Maj Hemberg ist im Familiengrab der Großeltern auf dem mittleren Friedhof Malmö Sankt Pauli begraben, wo auch ihre Mutter und eine Schwester ruhen.
Holz- und Linolschnitte von Maj Hemberg sind auf dem aktuellen Kunstmarkt präsent.

## Darstellung Maj Hembergs in der bildenden Kunst
- Eric Johansson: Portrait der Malerin Maj Hemberg (Öl auf Holz; 61 × 45 cm)

## Ausstellungen
- 1932: Dresden, Sächsischer Kunstverein Dresden, Brühlsche Terrasse (1. Ausstellung der Dresdner Secession 1932; Beteiligung als Gast)[3]
- 1965: Leipzig, Internationale Buchkunstausstellung[4]